# День войск гражданской обороны Российской Федерации
День гражданской обороны Российской Федерации — профессиональный праздник должностных лиц гражданской обороны Российской Федерации. Отмечается 4 октября.
Дата празднования назначена в честь того, что 4 октября 1932 года «Положением о противовоздушной обороне СССР» Совет Народных Комиссаров СССР выделил Местную противовоздушную оборону в самостоятельную составную часть системы противовоздушной обороны Советского Союза. В 1961 году части Местной противовоздушной обороны были преобразованы в войска гражданской обороны СССР.